# Världsmästerskapen i mountainbikeorientering 2005
Världsmästerskapen i mountainbikeorientering 2005 avgjordes i Banska Bystrica i Slovakien den 5-11 september 2005. 

## Medaljörer

### Herrar

#### Medeldistans[1]
1. Ruslan Gritsan,  Ryssland, 1:07.02
2. Jaroslav Rygl,  Tjeckien, 1:08.02
3. Mika Tervala,  Finland, 1:08.51

#### Långdistans[1]
1. Ruslan Gritsan,  Ryssland, 1:57.27
2. Viktor Korchagin,  Ryssland, 1:59.06
3. Adrian Jackson  Australien, 2:00.27

#### Stafett[1]
1. Finland (Timo Sarkkinen, Mika Tervala, Jussi Mäkilä), 2:59.14
2. Frankrike (Matthieu Barthelem, Stéphane Toussaint, Jérémie Gillmann), 3:02.55
3. Schweiz (Beat Schaffner, Simon Seger, Rémy Jabas), 3:04.17

### Damer

#### Medeldistans[1]
1. Michaela Gigon,  Österrike, 1:09.42
2. Christine Schaffner-Räber,  Schweiz, 1:10.17
3. Ramune Arlauskiene,  Litauen, 1:11.05

#### Långdistans[1]
1. Päivi Tommola,  Finland, 1:34.31
2. Antje Bornhak,  Tyskland, 1:35.14
3. Anke Dannowski,  Tyskland, 1:36.20

#### Stafett[1]
1. Tyskland (Anke Dannowski, Gerit Pfuhl, Antje Bornhak), 2:38.52
2. Tjeckien (Michaela Lacigová, Markéta Jakoubová, Hana La Carbonara), 2:42.08
3. Frankrike (Karoline Finance, Madeleine Kammerer, Aurélie Ballot), 2:44.45